# Revens
Revens é uma comuna francesa na região administrativa de Occitânia, no departamento de Gard. Estende-se por uma área de 13,85 km². Em 2010 a comuna tinha 21 habitantes (densidade: 1,5 hab./km²).